# Tetraponera volucris
Tetraponera volucris is een mierensoort uit de onderfamilie van de Pseudomyrmecinae. De wetenschappelijke naam van de soort is voor het eerst geldig gepubliceerd in 2001 door Ward.